# Co Hoedeman
Jacobus Willem (Co) Hoedeman (Amsterdam, 1 augustus 1940 – Montréal, 26 mei 2025) was een Nederlands-Canadese filmmaker die bekend staat om zijn experimentele stop-motionanimaties. Zijn films hebben meer dan 80 internationale onderscheidingen ontvangen, waaronder een Academy Award in 1978 voor de korte film Het zandkasteel.

## Biografie
Hoedeman werd geboren tijdens de Duitse bezetting van Nederland en overleefde de Hongerwinter van 1944-45. 
Op 15-jarige leeftijd stopte Hoedeman met school om te werken als foto-retoucheerder in de grafische industrie, maar besloot al snel om film te proberen. Hij werkte eerst bij Multifilm, een klein productiebedrijf in Haarlem, en daarna bij Cinecentrum Hilversum, waar hij werkte op de afdeling optische- en speciale effecten, en mogelijk hielp met camera-, laboratorium- en geluidswerk.  
Hoedeman bracht zijn avonden door met het volgen van cursussen aan de Amsterdamse Hogeschool voor de Kunsten en de Koninklijke Academie van Beeldende Kunsten in Den Haag. Naarmate zijn vaardigheden verbeterden, nam hij meer complex werk op zich, zoals overgangen en modellen, en begon uiteindelijk met het ontwerpen, bewerken en regisseren van reclamespotjes. 
Hoedeman emigreerde in 1965 met zijn toenmalige vrouw naar Canada, met de kans dat de National Film Board of Canada hem zou aannemen. Hij kwam opdagen bij de NFB met zijn portfolio onder zijn arm, en binnen enkele dagen kreeg hij een baan als productieassistent. Zijn eerste grote project was een educatieve film genaamd Continental Drift. Vervolgens verhuisde hij naar de onlangs opgerichte French Animation Studio en maakte wat hij zijn eerste "echte" film, genaamd Oddball, in 1969. Omdat hij meer wilde weten over stop-motion animatietechnieken, ging hij in 1970 naar Tsjecho-Slowakije om poppenanimatie te studeren. 
Bij zijn terugkeer produceerde hij de innovatieve en charmante kinderfilm Tchou-Tchou (1972), volledig gemaakt met behulp van houten blokken. Vervolgens maakte hij een reeks animatiefilms gebaseerd op Inuit-legendes: The Man and the Giant, The Owl and the Lemming, The Owl and the Raven en Lumaaq. Hij werkte nauw samen met kunstenaars in de Arctische gemeenschappen van Frobisher Bay (nu Iqaluit genoemd) en Puvirnituq om de legendes te illustreren met behulp van zeehondenfiguren, speksteensnijwerken en tekeningen.
Zijn volgende project was het ambitieuze Le Château de sable (Het zandkasteel), een ontroerende fabel die hem de Oscar voor beste korte animatiefilm opleverde bij de 50ste Oscaruitreiking. Dit werk, met een reeks vreemde wezens gemaakt van schuimrubber, draad en zand, won talloze internationale prijzen en is een blijvende favoriet gebleken. 

## Latere werken
Bij elke film experimenteerde Hoedeman met nieuwe technieken en materialen, waaronder papier-maché, papierknipsels en computeranimatie. 
In 1992 werkte Hoedeman samen met een groep inheemse en Inuit-gevangenen in La Macaza Penitentiary in het noorden van Quebec om L'Ours renifleur (De snuffelende beer) te maken, een verhaal over de gevaren van drugsmisbruik. Hij volgde dat op met een andere serieuze film, Le Jardin d'Écos (De tuin van Ecos), een ecologische fabel over de kwetsbaarheid van de balans van de natuur.
In 1998 keerde Hoedeman terug naar zijn passie – het maken van speelse kinderfilms – door een serie van vier poppenfilms te maken met in de hoofdrol Ludovic, een lieve jonge teddybeer, en zijn gezin. Deze films werden uiteindelijk samen op dvd uitgebracht onder de titel Vier seizoenen in het leven van Ludovic. 
Zijn laatste film als medewerker van de National Film Board was Le théâtre de Marianne (2004). Hij voltooide de film nadat hij had vernomen dat hij en zijn collega-animatiepionier Jacques Drouin beiden vlak voor hun pensioen zouden worden ontslagen, als gevolg van bezuinigingen en de overstap van de NFB naar het inhuren van freelancers in plaats van fulltime, vast personeel. 
Hoedeman ging daarna werken als onafhankelijke filmmaker en adviseur, en werkte aan verschillende projecten, waaronder de productie van een geanimeerde tv-serie gebaseerd op zijn Ludovic-films. 
Hoedeman is het onderwerp van twee documentaires: Nico Crama's Co Hoedeman, Animator (1980) en In the Animator's Eye: A Conjurer's Tales - Co Hoedeman (1996).
Hoedeman overleed op 26 mei 2025 op 84-jarige leeftijd.

## Filmografie
- Continental Drift (1968)
- Oddball (1969)
- Matrioska (1970)
- Tchou-tchou (1972)
- The Owl and the Lemming: An Eskimo Legend (1971)
- The Owl and the Raven: An Eskimo Legend (1973)
- Lumaaq: An Eskimo Legend (1975)
- The Man and the Giant: An Eskimo Legend (1975)
- Het zandkasteel (1977)
- The treasure of the Grotoceans / Le trésor des Grotocéans (1980)
- Mascarade (1984)
- Charles and François (1988)
- The Box / La Boîte (1989)
- The Sniffing Bear / L'Ours renifleur (1992)
- The Garden of Écos / Le jardin d'Écos (1997)
- Ludovic: The Snow Gift (1998)
- Ludovic: A Crocodile in My Garden (2000)
- Ludovic: Visiting Grandpa (2001)
- Ludovic: Magic in the Air (2002)
- Marianne's Theatre / Le théâtre de Marianne (2004)
- Winter Days / The Poets of Winter Days (2003)
- 55 socks (2011)